# 艾靈頓公爵
愛德華·肯尼斯·愛靈頓（英語：Edward Kennedy Ellington，1899年4月29日—1974年5月24日），暱稱艾靈頓公爵（Duke Ellington），生於美國華盛頓特區，作曲家、鋼琴家以及爵士樂隊首席領班。公爵（Duke）是童年朋友给他起的绰号，他成名后，人们还是这样称呼他。
艾林顿公爵在世時已被視為對於爵士音樂極富影響力的人。他的音樂涉及許多領域，包括藍調、福音音樂、電影配樂、流行音樂和古典音樂。公爵的名聲在死後更加顯著，包括獲得普立茲獎。他花了超過五十年的時間領導他的管弦樂團、寫無數的歌曲、為電影製作配樂和進行多次世界巡迴。

## 生平
艾林顿生于一個黑人中产阶级家庭，18岁时为酒吧、夜总会中演奏拉格泰姆的钢琴手，1923年组织乐队赴纽约发展，1927年在哈莱姆区的棉花俱乐部演出成功，其意在展现非洲原始特色的“丛林风格”深受欢迎。1931年創作了一首爵士樂樂曲，即 It Don’t Mean a Thing。